# 張靈生
張靈生（1863—1935），原名張彬，山東濰縣人，原來屬長老會執事，1909年以位長子引介他到上海使徒信心會查經，返鄉的時候受聖靈，他次年受使徒信心會浸禮，並被按立為長老。他受啟示當守安息日。
1916年蕡德新牧師為他按手。在1918年春，他到一個地方與魏保羅見面，受魏保羅按手得了能力就與他同工。 1919年正月與张巴拿巴的家庭傳道兩人按受魏保羅建議，接受面向下的洗禮。
魏保羅離世後，接任真耶穌教會總會監督。不久在晚年的時候他回到家鄉牧養與保守本地的教會。
注：美國傳教士蕡德新的使徒信心會後來改到神的教會，後來他們又改換到神召會。

## 參看
- 中國真耶穌教會史
- 五旬節運動